# Connor Ronan
Connor Patrick Ronan (Rochdale, 6 marzo 1998) è un calciatore irlandese con cittadinanza inglese, centrocampista dei Colorado Rapids.

## Carriera

### Club
Cresciuto nel settore giovanile del Rochdale, nel 2014 passa al Wolverhampton, con cui esordisce in prima squadra il 17 dicembre 2016, nella partita di Championship vinta per 0-2 contro il Nottingham Forest. Il 3 gennaio 2018 si trasferisce in prestito fino al termine della stagione al Portsmouth; il 31 agosto viene ceduto, sempre a titolo temporaneo, al Walsall. Dopo aver interrotto il prestito, il 1º febbraio 2019 passa al DAC Dunajská Streda.

### Nazionale
Ha esordito con la nazionale under-21 irlandese il 5 ottobre 2017, in occasione della partita di qualificazione all'Europeo 2019 pareggiata per 0-0 contro la Norvegia.

## Statistiche

### Presenze e reti nei club
Statistiche aggiornate al 22 luglio 2019.
| Stagione                   | Squadra                    | Campionato                 | Campionato | Campionato | Coppe nazionali | Coppe nazionali | Coppe nazionali | Coppe continentali | Coppe continentali | Coppe continentali | Altre coppe | Altre coppe | Altre coppe | Totale | Totale |
| Stagione                   | Squadra                    | Comp                       | Pres       | Reti       | Comp            | Pres            | Reti            | Comp               | Pres               | Reti               | Comp        | Pres        | Reti        | Pres   | Reti   |
| -------------------------- | -------------------------- | -------------------------- | ---------- | ---------- | --------------- | --------------- | --------------- | ------------------ | ------------------ | ------------------ | ----------- | ----------- | ----------- | ------ | ------ |
| 2016-2017                  | Wolverhampton              | FLC                        | 4          | 0          | FACup+CdL       | 2+0             | 0               | -                  | -                  | -                  | -           | -           | -           | 6      | 0      |
| 2017-gen. 2018             | Wolverhampton              | FLC                        | 3          | 0          | FACup+CdL       | 0+4             | 0               | -                  | -                  | -                  | -           | -           | -           | 7      | 0      |
| Totale Wolverhampton       | Totale Wolverhampton       | Totale Wolverhampton       | 7          | 0          |                 | 6               | 0               |                    | -                  | -                  |             | -           | -           | 13     | 0      |
| gen.-giu. 2018             | Portsmouth                 | FL1                        | 16         | 0          | FACup+CdL       | -               | -               | -                  | -                  | -                  | ELFT        | 1           | 0           | 17     | 0      |
| 2018-gen. 2019             | Walsall                    | FL1                        | 11         | 0          | FACup+CdL       | 0+0             | 0               | -                  | -                  | -                  | ELFT        | 4           | 0           | 15     | 0      |
| gen.-giu. 2019             | DAC Dunajská Streda        | SL                         | 14         | 1          | CS              | 0               | 0               | UEL                | -                  | -                  | -           | -           | -           | 14     | 1      |
| 2019-2020                  | DAC Dunajská Streda        | SL                         | 14         | 0          | CS              | 1               | 0               | UEL                | 4                  | 1                  | -           | -           | -           | 19     | 1      |
| Totale DAC Dunajská Streda | Totale DAC Dunajská Streda | Totale DAC Dunajská Streda | 28         | 1          |                 | 1               | 0               |                    | 4                  | 1                  |             | -           | -           | 33     | 2      |
| Totale carriera            | Totale carriera            | Totale carriera            | 62         | 1          |                 | 7               | 0               |                    | 4                  | 1                  |             | 5           | 0           | 78     | 2      |

## Palmarès
- Challenge League: 1

Grasshoppers: 2020-2021